# Seznam paláců v Brně
Toto je seznam brněnských městských paláců. Pro informace ohledně obytných paláců na hradech a o zámcích na území města Brna - viz Seznam hradů a zámků v Brně.

## Zachovalé městské (šlechtické) paláce
| Název                                                     | Obrázek                     | Část města a adresa             | Stručný popis |
| Biskupský dvůr                                            | Biskupský palác             | Brno-střed Muzejní 1            | |
| Dům pánů z Kunštátu                                       | Dům pánů z Kunštátu         | Brno-střed Dominikánská 9       | |
| Dietrichsteinský palác                                    | Dietrichsteinský palác      | Brno-střed Zelný trh 8          | |
| Lichtenštejnský palác na Zelném trhu, nyní divadlo Reduta |                             | Brno-střed Zelný trh 4          | Rod Lichtenštejnů koupil v r. 1425 měšťanský dům na nároží Zelného trhu v Brně a používal jej do r. 1600, kdy jej Karel z Lichtenštejna a Maxmilián z Lichtenštejna prodali ve značně schátralém stavu městu. Palác se stal základem tzv. "Velké Taverny", později známé jako divadlo Reduta. |
| Schrattenbachův palác                                     | Schrattenbachův palác       | Brno-střed Kobližná 4           | Palác postavený na místě dvou starších domů z let 1725 a 1739 byl připisován Mořici Grimmovi. Zdeněk Kudělka jej však připsal Christinanu Alexandru Oedtlovi. Dvoupatrová budova byla před polovinou 19. století zvýšena o patro, dnes slouží jako hlavní budova Knihovny Jiřího Mahena. |
| Herringův palác                                           | Herringův palác vpravo      | Brno-střed náměstí Svobody 8    | Nejstarším doloženým majitelem domu byl v roce 1328 městský rychtář Jan z Rohru. Později byl znám jako "Dům U Zlaté lodi". V 18. století byli majiteli Dietrichsteinové. Za současnou podobu vděčí podnikatelské rodině Herringů, kteří palác přestavěli ve 40. letech 19. stol. podle plánů Ludwiga Förstera Archivováno 13. 9. 2017 na Wayback Machine.. V současné době se zde nachází sídlo Národní památkový ústav, Územní odborné pracoviště Brno. |
| Dům pánů z Lipé                                           | Dům pánu z Lipé             | Brno-střed náměstí Svobody 17   | Tento renesanční palác nechal vystavět podle plánů Antonia Gabriho obchodník s vínem Kryštof Schwanz z Retzu. Vznikl tak třípatrový palác s pravidelnou prostorovou dispozicí se dvěma dvorními křídly obíhajícími arkádové pavlače. Parapety arkýřů pokrývají vysoké kamenné reliéfy, znázorňující výjevy ze starověké mytologie, biblické příběhy, postavy evropského středověku, a pracovní náměty, především vinobraní. Palác střídal majitele, mezi nimiž byli např. polní maršál a obránce Brna před Švédy Louis Raduit de Souches, svobodný pán Josef Edler von Hayek či obchodník s koloniálním zbožím Franz Komarek, podle něhož se domu dlouho říkalo "Komarek-Haus". Od roku 1831 byla v přízemí paláce zřízena kavárna zvaná Höfferovská. V roce 1913 koupil palác Ústředni svaz českých hospodářských společenstev v Markrabství moravském v Brně. Od roku 2006 je objekt ve vlastnictví společnosti DPL real Radima Jančury. |
| Kleinův palác                                             | Kleinův palác               | Brno-střed náměstí Svobody 15   | Novorenesanční palác v historickém jádru Brna, postavený v l. 1847-1848 podle projektu architekta Ludwiga Förstera za spoluúčasti Theophila von Hansena. |
| Kounicův palác                                            | Kounicův palác              | Brno-střed Žerotínovo náměstí 9 | Palácová stavba byla nájemním domem Václava Roberta z Kounic, vzniklého v l. 1871-1872 v rámci zástavby brněnské Okružní třídy. Dnes rektorát Masarykovy univerzity. |
| Palác Hausperských z Fanalu                               | Palác Hausperských z Fanalu | Brno-střed Zelný trh 9          | Jde o rohovou dvoupatrovou budovu v ose přízemí s průjezdem do dvora a vchodem na pilířové schodiště vedoucí k místnostem v patrech, většinou obrácených do náměstí. Rozsahem odpovídá spíše běžnému měšťanskému domu. Autorem stavby z počátku 18. století je snad Christian Alexander Oedtl. Drastické úpravy neponechaly ve vnitřním uspořádání mnoho z původního stavu. Dnes slouží Divadlu na provázku jako hlavní budova. |
| Palác žďárských opatů                                     | Palác žďárských opatů       | Brno-střed Zelný trh 10         | |
| Palác Chlumeckých                                         |                             | Brno-střed Česká 6              | Zrekonstruovaný palác, postavený na místě čtyř starších domů pro rodinu velkostatkářů a politiků se šlechtickým predikátem von Chlumetzky, slouží v současné době komerčním účelům. Původně byl nazýván Anenský dvůr podle sošky sv. Anny ve dvoře, dnes bohužel volně nepřístupné. |
| Palác Sereniů a Haugwitzů                                 |                             | Brno-střed Starobrněnská 8      | Středověký měšťanský dům od 16. století používali nejrůznější šlechtici. Po roce 1692 jej nechal přestavět Bedřich Ehrenreich Schipka von Schiehoffen. Roku 1774 jej koupil hrabě Amando Sereny a jeho potomci zde sídlili do roku 1770, kdy byl palác prodán v dražbě. Koupil jej hrabě Karel Vilém Haugvitz a rodině sloužil mezi lety 1772–1833. |
| Palác Říkovských z Dobrčic                                |                             | Brno-střed Kobližná 2           | |
| Místodržitelský palác                                     | Místodržitelský palác       | Brno-střed Moravské náměstí 1a  | Původně byl založen moravským markrabětem Janem Jindřichem ve 14. století jako klášter (a později opatství) augustiniánů. Koncem 18. století budova získala název Dikasteriální palác a stala se sídlem vysokých politických zemských úřadů (moravskoslezského gubernia, později moravského místodržitelství). Po vzniku Československa (1918) byl sídlem moravského respektive moravskoslezského zemského presidenta a zemských úřadů. Za socialismu připadl Muzeu dělnického hnutí a po roce 1990 Moravské galerii, které patří dodnes. Označení Místodržitelský palác tedy odráží jen malou část jeho historie. |
| Pražákův palác                                            | Pražákův palác              | Brno - střed Husova 18          | |
| Berglův palác                                             |                             | Brno-střed Lidická 1            | Stavba významného vídeňského architekta, působícího i v Brně Heinricha Ferstela, postavená v l. 1860-1863 pro továrníka a obchodníka s kůžemi Johanna Bergla. Neogotický palác s výraznými arkýři je vystavěn z režných cihel. V r. 1888 provedl August Prokop pro nového majitele Edmunda Bochnera von Stražisko přestavbu, při které vzniklo nové křídlo. Ve 20. století se v paláci nacházela slavná kavárna Biber, později kavárna Muzejka. |
| Palác Stefana Haupta von Buchenrode                       |                             | Koliště 17, 19                  | Spojením pěti starších objektů v souvislé historické zástavby ulice Koliště vznikl monumentální pozdně klasicistní dvoupatrový palác. Už předtím byla součástí jednoho z pětice předchozích domů rozlehlá romanticky upravená zahrada s centrálním pavilonem, proslulá Casino-Garten Jana Křtitele Mitrovského. Od 50. let byl palác v majetku rodiny Hauptů. K přestavbě paláce s prvky art deco došlo na začátku 20. století. Tehdy byla budova zvýšena o jedno podlaží, které bylo nad rizality původně zdobeno atikovou balustrádou. V současné době v budově sídlí Úřad práce Brno-venkov. |
| Kellerův palác                                            |                             | Lidická 36                      | Rozlehlá novorenesanční stavba architektů Ferdinand Fellner a Hermann Helmer z r. 1880-1881. V průjezdu pompejánská výmalba, v interiérech bohatě dekorované salony. Od r. 1922 palác vlastnily Západomoravské elektrárny a dodnes slouží energetickým společnostem. |
| Schoellerův palác                                         |                             | Cejl 50                         | Novorenesanční palác z r. 1868, který byl součástí Schoellerovy textilní továrny, si nechala bohatá a vlivná podnikatelská rodina Schoellerů postavit poté, co získala šlechtický predikát. Projekt vypravoval brněnský stavitel Josef Arnold. Za palácem se nacházela rozsáhlá zahrada směrem k Mlýnskému náhonu. |
| Soxhletův palác                                           |                             | Cejl 68                         | Rozsáhlá pozdně klasicistní palácová budova na ulici Cejl, za níž se nacházela jedna z největších textilních továren v Brně, byla patrně postavena v letech 1833–1834 podle projektu Josefa Jakoba. Architektonicky ceněný je zachovaný tympanon s reliéfem z rostlinných motivů, který je dílem nejvýznamnějšího brněnského sochaře 1. pol. 19. století Benedikta Edeleho. Bohužel průčelí zadního dvorního křídla s osovým rizalitem a hodinami byl přestavěn. |
| Palác Karla von Skene                                     |                             | Hybešova 43                     | Historizující palác v arkádovém stylu, postavený Karlem von Skene a používaný jako bydliště brněnským starostou Alfredem Skene. Součástí jednopatrové volně stojící stavby byla rozlehlá zahrada, skleník a zahradnický dům. Palác měl poté mnoho majitelů, roku 1924 jej koupila brněnská židovská obec a zřídila zde gymnázium. |
| Palác Bochnerů von Stražisko                              |                             | Přízova 3                       | Neorenesanční palác je součástí bývalého rozlehlého průmyslového areálu textilních továren a jako jediná stavba byla zachována při bourání a nové výstavbě bývalé Vlněny. Projekt architekta Josefa Arnolda byl postaven v letech 1864-1867 jako jedna z prvních neorenesančních staveb . |
| Palác Morgensternových                                    |                             | Štefánikova 1                   | Jednopatrová stavba s dlouhým průčelím a výrazným nárožním arkýřem v minulosti fungovala jako správní budova druhého největšího brněnského pivovaru a sladovny Moravia nebo v něm sídlil Červený kříž . Vznikla v r. 1886-1887 podle projektu Josefa Nebehostenyho a byla vybavena luxusním zařízením brněnské firmy Franze Schantla |
| Müllerův palác                                            |                             | Štefánikova 28                  | Na jedné z nejvýstavnějších tříd Brna, na ulici Štefánikově, si podnikatelská rodina Müllerových nechala postavit v r. 1868 své sídlo v novorenesančním palácovém slohu. Jako autora uvádí Pavel Zatloukal na základě srovnání tvarosloví architekta Arnolda Webera. |

## Zaniklé paláce
| Název                                                                                                 | Obrázek                                                                 | Část města a adresa        | Stručný popis |
| --- | ----------------------------------------------------------------------- | -------------------------- | --- |
| Tvrz v Královské zahradě (Území sv.Anny, dnes k-ú.Staré Brno)                                         |                                                                         | Staré Brno, Pekařská       | Někdejší hospodářské středisko zeměpanského dvora na Starém Brně, které vzniklo ok. r. 1304 v souvislosti se založením kláštera dominikánek Janem Lucemburským. Tvrz patrně zanikla před Třicetietou válkou a dnes můžeme pouze odhadovat její jednoduchou podobu a dohadovat se o přesné poloze. |
| Dietrichštejnský hraběcí palác (dolni), resp. Salmovský (Salmův) nebo také palác Salm-Reifferscheidtů |                                                                         | Masarykova 31              | Hraběcí (Dolní) palác na nároží Masarykovy a Josefské ulice býval označován za nejkrásnější brněnský šlechtický palác ve vnitřním městě. Oproti významnějšímu "knížecímu" na Zelném trhu byl zván ""hraběcí" nebo jinak podle polohy "Dolní". Později ve vlastnictví rodiny Salmů. Dnešní budova navazuje na předchozí stavbu, některé části zůstaly zachovány ze starého paláce.                                     |
| Palác Dubských                                                                                        |                                                                         | \| Česká 1 \|              | Barokní palác ze začátku 18. stol. na nároží ulic České, Středovy a Veselé. Portál s postavami Herkula a Mercura a nahoře pilíře, nesoucí balkon tvořily hlavní dvoupatrovou fasádu o sedmi okenních osách do České ulice. Palác je uváděn v souvislosti s proslulým porcelánovým pokojem hraběte Qiudo Dubského.. Palác byl zbořen r. 1914 na jeho místě místě stojí dům, známý existencí proslulého bufetu Sputnik. |
| Palác Mitrovských                                                                                     | Jediný volně přístupný pozůstatek po paláci, který stál na nám. Svobody | náměstí Svobody 6          | Palác na nároží náměstí Svobody a ulice Běhounské, jehož celá fasáda byla pokryta bohatým štukovým dekorem. Dvoupatrová fasáda o osmi (sedmi) okenních osách se středním rizalitem, jehož hlavní osa je zdůrazněna balkónovým portálem, sdruženým vstupem na balkón a sdruženými okny v druhém poschodí. Portál byl po zboření paláce v r. 1901 přenesen do Biskupského dvora a tvoří vstup do d´Elvertova křídla.    |
| Althanský palác                                                                                       |                                                                         | Kobližná 3                 | Rozsáhlý dům na rohu Kobližné a Kozí ulice byl stavebně připojen k nadačnímu Ústavu šlechtičen Marie Školské. Za 2. světové války značně poškozen bombardováním, odstraněn po válce. Dnes na tomto místě stojí moderní budova Komerční banky. |
| Kounicův palác na nám. Svobody                                                                        |                                                                         | nám. Svobody 21            | Na místě dnešní Komerční banky, která vznikla v letech 1930 – 1931, stál palác Kouniců. |
| Lichtenštejnský palác na nám. Svobody                                                                 |                                                                         | nám. Svobody               | Autorem barokního paláce Kryštofa Pavla z Lichtenštejnu-Kastelkornu na západní nároží tehdejší Hřbitovní uličky do nám. Svobody byl Jan Křtitel Erna. Musel na začátku 20. století ustoupit nově proražené Rašínově třídě. |
| Belcrediho palác                                                                                      | na výše uvedené fotografii částečně viditelný zcela vpravo              | nám. Svobody               | Postaven po r. 1778 pro hraběte Antonína Belcrediho. Přestavěn na sklonku 18. století a podruhé na počátku 19. století. Na začátku 20. století musel ustoupit nově proražené Rašínově třídě. |
| Widmanovský palác                                                                                     |                                                                         | ul. Jakubská, ul. Rašínova | Tzv. Widmanovský šlechtický palác patřil královopolské kartouze. Byl zbořen v roce 1887 při přestavbách historického jádra města Brna. Na pozemku tohoto domu a zbořeného kostela sv. Mořice dnes stojí novorenesanční budova, která nesla jméno Německá dívčí měšťanská škola korunní princezny Štěpánky. Z paláce zůstal portál, který je chráněn jako památka.                                                     |
| Palác barona von Freyenfels                                                                           |                                                                         | Poštovská                  | Palác stál na místě Pasáže Alfa, postavené ve 30. letech 20. století. |
| Palác Serenyiů                                                                                        |                                                                         | Panská                     | Ze starého šlechtického paláce, který stál v ulici Panské 6-8, se zachoval renesanční portál, který po zbourání paláce přenesen k areálu zámku v Lomnici u Tišnova. Barokní fasáda měla tři nadzemní patra a byla vybavena čtyřmi zdvojenými osami oken, oddělenými pilastry. |
| Salmovský palác                                                                                       |                                                                         | Starobrněnská 14-16        | v letech 1612–1635 patřil Thurnům (z této doby je erb nad portálem), později patřil Salmům. Na počátku 18. stol. byl v majetku města Brna a byl přestavěn na městsku tržnici. Ta byla později známá jako "Schmetterhaus". |
| Palác Flesche von Brunningen                                                                          |                                                                         | Milady Horákové 1a         | Nedochovaná realizace měšťanského paláce architekta Heinricha von Ferstela byla postavena v l. 1862-1867 pro podnikatele v cukrovarnictví a pivovarnictví Isidora Fleshe von Brunningen, který byl v r. 1879 povýšen do šlechtického stavu. |
| Česká 1                                                                                               |                                                                         |                            | |

## Ostatní stavby označované jako paláce
| Název                     | Obrázek                   | Část města a adresa    | Stručný popis |
| Palác šlechtičen          | Palác Šlechtičen          | Kobližná 1             | |
| Palác Padowetz            | Palác Padowetz            | Bašty 2                | |
| Justiční palác            | Justiční palác            | Dvořákova 9            | Výrazná stavba brněnské Okružní třídy z l. 1906-1909 podle projektu Alexandra Wielemanse von Monteforte s barokizující kompozicí. V současnosti je zde nachází sídlo Krajského soudu v Brně. |
| Palác TYPOS               |                           | Jezuitská, Běhounská   | Budova paláce Typos byla postavena mezi lety 1927-1931 jako funkcionalistický obytný blok s komerční pasáží podle návrhu architekta Eduarda Cahy. Budovu vlastnila „Lidová společnost tisková” Československé strany lidové. V prvním a druhém suterénu se nacházel sál, který sloužil hlavně pro přednášky a schůze a čas od času i pro divadelní ochotnická představení, v dalších letech Divadlo Julia Fučíka (1945-1948), Národní divadlo (1942-1944), Divadelní sál ROH a donedávna Česká televize Studio Brno. Po vystěhování České televize v roce 2016 pasáž a celý palác čeká na rekonstrukci. |
| Palác Jalta               |                           | Dominikánské náměstí 2 | Velký funkcionalistický dům Moderna z 20. let 20. století. Od r. 2016 probíhá rekonstrukce soukromým investorem. |
| Palác Morava              | Palác Morava              | Divadelní 3            | [ 17 ] |
| Palác Sidonie             | Palác Sidonie             | Hybešova 21            | Neopalladiánská budova postavená roku 1885 architektem Aloisem Prastorferem pro sochaře a kamenického mistra Johanna Eduarda Tomolu v roce 1885. |
| Obchodně průmyslový palác | Obchodně průmyslový palác | Brněnské výstaviště    | |
| M-Palác                   | M-Palác                   | Heršpická 5            | |